# Hiis
Hiis ist eine französische Gemeinde mit 265 Einwohnern (Stand 1. Januar 2022) im Département Hautes-Pyrénées in der Region Okzitanien. Sie gehört zum Arrondissement Bagnères-de-Bigorre und zum Gemeindeverband Haute-Bigorre. Die Bewohner nennen sich Hinois.

## Geografie
Die Gemeinde Hiis liegt etwa zehn Kilometer südlich von Tarbes in der historischen Provinz Bigorre am Oberlauf des Flusses Adour im Vorland der Pyrenäen. Nachbargemeinden sind Arcizac-Adour im Norden, Vielle-Adour im Osten, Montgaillard im Süden, Loucrup im Südwesten sowie Visker im Westen.

## Bevölkerungsentwicklung
| Jahr      | 1962 | 1968 | 1975 | 1982 | 1990 | 1999 | 2006 | 2012 | 2021 |
| Einwohner | 140  | 153  | 149  | 144  | 183  | 210  | 215  | 225  | 261  |

Im Jahr 1846 wurde mit 347 Bewohnern die bisher höchste Einwohnerzahl ermittelt. Die Zahlen basieren auf den Daten von cassini.ehess und INSEE.

## Sehenswürdigkeiten
- Kirche St. Rochus (Église Saint-Roch)

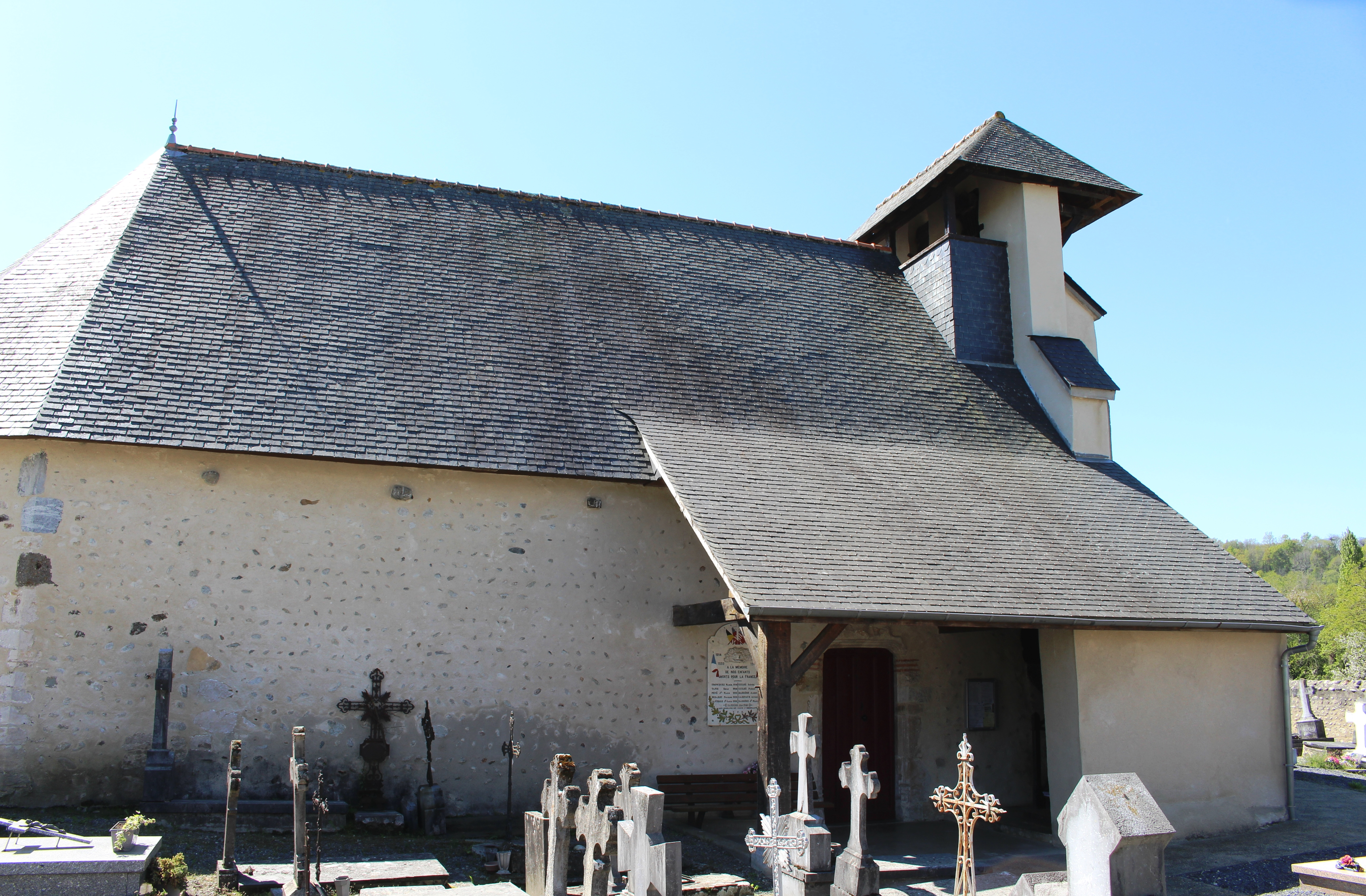
Kirche St. Rochus

## Wirtschaft und Infrastruktur
In der Gemeinde sind fünf Landwirtschaftsbetriebe ansässig (hauptsächlich Getreideanbau).
Durch die Gemeinde Hiis führt die Fernstraße D 936 von Tarbes nach Bagnères-de-Bigorre. In der zehn Kilometer entfernten Stadt Tarbes besteht ein Anschluss an die Autoroute A 64 von Bayonne nach Toulouse. Der Bahnhof Tarbes liegt an der Bahnstrecke Toulouse–Bayonne.

## Belege
1. ↑  Hiis auf cassini.ehess
2. ↑  Hiis auf INSEE
3. ↑  Landwirtschaftsbetriebe auf annuaire-mairie.fr (französisch)